# 三浦堅治
三浦 堅治（みうら けんじ、1962年12月27日 - ）は、日本中央競馬会 (JRA) ・美浦トレーニングセンターに所属する元騎手の調教助手。福島県出身。身長170センチメートル、体重56キログラム、血液型A型。騎手時代は障害競走専門騎手として活躍したが、平地競走の騎乗経験もあった。甥はJRA騎手の菅原明良。

## 来歴
1982年、JRAの騎手免許を取得する。同期には杉浦宏昭現調教師らがいる。デビュー時は小西喜蔵厩舎所属だった。3月6日、JRA初騎乗となった中山競馬場での第6レースでは、14番人気だったショビンゴシスコに騎乗し5着で、10月2日の福島競馬場での第3レースに出走したサザンスポートで勝利しJRA初勝利を挙げる。
1985年、フリーとなる。
1993年、障害専門騎手となる。
1997年、東京障害特別（春）をマイネルトレドールで制し重賞初勝利を挙げる。
1998年、フランスに遠征し、騎乗2戦目となったアンギャン競馬場で行われた障害競走のシャラント賞をポピーデューに騎乗して勝利した。これは日本人として2人目となる日本国外の障害競走での勝利となった。
2002年、JRA通算100勝（障害92勝、平地8勝）を達成する。
2006年、1月9日の障害レースで落馬し、左鎖骨を骨折する。結果的にこれが最後の騎乗となった。3月31日付けで騎手を引退し、美浦・二ノ宮敬宇厩舎所属の調教助手となる。騎手成績は、1173戦107勝（うち障害941戦99勝、平地232戦8勝）、重賞4勝。

## おもな騎乗馬
- マイネルトレドール（1997年東京障害特別（春））
- チアズニューパワー（2000年新潟ジャンプステークス）
- マキハタコンコルド（2000年東京オータムジャンプ）
- フサイチゴールド（2002年中山グランドジャンプ3着）
- ヒゼンホクショー（2002年東京オータムジャンプ）